# Killer Lake
Killer Lake är en sjö i Kanada.   Den ligger i countyt Lennox and Addington County och provinsen Ontario, i den sydöstra delen av landet, 140 km väster om huvudstaden Ottawa. Killer Lake ligger 331 meter över havet. Arean är 0,27 kvadratkilometer. Den sträcker sig 0,6 kilometer i nord-sydlig riktning, och 0,7 kilometer i öst-västlig riktning.
I omgivningarna runt Killer Lake växer i huvudsak blandskog. Runt Killer Lake är det mycket glesbefolkat, med 2 invånare per kvadratkilometer.